# Kiem (wiskunde)
In de wiskunde, meer bepaald in de analyse, beschrijft een kiem het lokale gedrag van een functie in willekeurig kleine omgevingen van een gegeven punt.

## Achtergrond
Beschouw willekeurig vaak differentieerbare reële functies die gedefinieerd zijn in een omgeving van 0. Als het slechts gaat om het lokale gedrag in de omgeving van 0, is het onderscheid tussen twee functies {\displaystyle f} en {\displaystyle g} niet van belang als hun verschil {\displaystyle f-g,} gedefinieerd op de doorsnede van hun domeinen, gelijk is aan 0 op een (eventueel kleinere) omgeving van 0.
Zij {\displaystyle F} de verzameling van alle (willekeurig vaak) differentieerbare functies waarvan het domein een open omgeving van 0 omvat:
{\displaystyle F=\{f\mid f:D\subset \mathbb {R} \to \mathbb {R} ,f\in C^{\infty },0\in D^{\circ }\}}
Twee functies {\displaystyle f:D_{f}\subset \mathbb {R} \to \mathbb {R} } en {\displaystyle g:D_{g}\subset \mathbb {R} \to \mathbb {R} } noemt men equivalent, {\displaystyle f\sim g}, als zij "gelijk zijn op een kleine omgeving van 0", d.w.z. dat er een getal {\displaystyle \varepsilon >0} is, zodanig dat:
{\displaystyle (-\varepsilon ,\varepsilon )\subset D_{f}\cap D_{g}}
en voor alle {\displaystyle x\in (-\varepsilon ,\varepsilon )} geldt dat {\displaystyle f(x)=g(x)}
De equivalentieklassen van deze relatie heten de differentieerbare functiekiemen. Net als gewone functies, kunnen ook functiekiemen bij elkaar opgeteld worden en met elkaar vermenigvuldigd. Ze vormen dus een commutatieve algebra over het lichaam der reële getallen.
Merk op dat een kiem, opgevat als equivalentieklasse van functies, weliswaar heel veel verschillende functies bevat, maar ten hoogste een van die functies is analytisch (een analytische functie op een samenhangend domein ligt volledig vast door haar gedrag in de omgeving van één punt).

## Definitie
Zij {\displaystyle p} een vast gekozen punt in een topologische ruimte {\displaystyle X} en {\displaystyle F} een verzameling functies waarvan het domein deel uitmaakt van {\displaystyle X} en met waarden in een gegeven verzameling {\displaystyle Y.} Met {\displaystyle F_{p}} wordt de deelverzameling van {\displaystyle F} aangeduid die bepaald wordt door de voorwaarde dat het domein van de functie een omgeving is van {\displaystyle p.}
{\displaystyle F_{p}=\{f\in F\mid {\hbox{dom}}\,f\in {\mathcal {V}}(p)\}}
De functies {\displaystyle f:D_{f}\subset X\to Y} en {\displaystyle g:D_{g}\subset X\to Y} in {\displaystyle F_{p}} heten equivalent, {\displaystyle f\sim g}, als er een omgeving {\displaystyle V\subset D_{f}\cap D_{g}} van {\displaystyle p} is zodanig dat voor alle {\displaystyle x\in V} geldt dat {\displaystyle f(x)=g(x).}
De equivalentieklassen heten de kiemen van {\displaystyle F} in {\displaystyle p.}

## Voorbeelden
Zij {\displaystyle Y=\{0,1\}} en {\displaystyle F} de verzameling van alle indicatorfuncties van deelverzamelingen van een verzameling {\displaystyle X} (deze is gelijkwaardig met de machtsverzameling van {\displaystyle X}). De equivalentieklassen heten de kiemen van verzamelingen in {\displaystyle p.} Twee deelverzamelingen van {\displaystyle X} behoren tot dezelfde kiem als ze identieke doorsneden hebben met voldoende kleine omgevingen van {\displaystyle p.} In dit voorbeeld hebben alle functies de hele ruimte {\displaystyle X} als domein.
In het voorbeeld uit de motiverende paragraaf is {\displaystyle X=Y} de verzameling der reële getallen, {\displaystyle p=0,} en {\displaystyle F} bevat de onbeperkt differentieerbare (partiële) reële functies.
Bij continue functiekiemen (in een gegeven punt {\displaystyle p} van {\displaystyle X}) is {\displaystyle Y} een topologische ruimte, en {\displaystyle F} bevat alle continue partiële functies van (een deel van) {\displaystyle X} naar {\displaystyle Y.}

## Toepassing
De catastrofetheorie classificeert kiemen van differentieerbare functies
{\displaystyle f:D\subset \mathbb {R} ^{n}\to \mathbb {R} }
op diffeomorfismen (omkeerbare differentieerbare transformaties) van het domein na. Ze kent een bijzondere rol toe aan "stabiele" kiemen, dit zijn kiemen die robuust zijn onder kleine variaties van de beeldverzameling.